# داسيا أوريليانا

المقاطعة الرومانية داسيا (106 - 271 م)

كانت داسيا أوريليانا مقاطعة في النصف الشرقي من الإمبراطورية الرومانية، أنشأها الإمبراطور الروماني أوريليان في إقليم مويسيا السوبيريور السابق بعد إخلاء داسيا ترايانا (Roman Dacia) وراء نهر الدانوب في 271. بين 271/275 و 285، احتلت معظم ما هو اليوم شمال غرب بلغاريا وشرق صربيا. كانت عاصمتها في سيرديكا (History of Sofia) (صوفيا الحديثة).